# Ferdinand Heinrich Lachmann
Ferdinand Heinrich Lachmann (* 18. Mai 1770 in Bertelsdorf bei Lauban; † 4. Oktober 1848 in Zittau) war ein deutscher Pädagoge und evangelischer Geistlicher.

## Leben
Ferdinand Heinrich Lachmann wurde als ältester Sohn des Johann Heinrich Lachmann, zweiter Diakon in Lauban und später Pastor primarius in Zittau, und dessen Ehefrau Marie Jacobine geb. Krach aus Hirschberg geboren.
Er erhielt seine schulische Ausbildung zu Hause durch seinen Vater und besuchte anschließend das Lyzeum in Lauban unter dem Rektorat von Johann Heinrich Erdmann Göbel (1732–1795). Von dort aus ging er 1789 an die Universität Wittenberg zum Theologiestudium und hörte dort Vorlesungen bei Franz Volkmar Reinhard, Karl Ludwig Nitzsch, Michael Weber, Johann Daniel Titius, Johann Friedrich Hiller, Karl Christian Tittmann, Johann Matthias Schröckh, Johann Jacob Ebert, Konrad Gottlob Anton, Christian Friedrich von Matthäi, Johann Christian Henrici, Johann Gottlieb Drasdo, Karl Gottfried Jehnichen und Johann Georg Karl Klotzsch. 
Nachdem er die Magisterwürde erhalten hatte, kehrte er am 30. März 1793 zu seinem Vater zurück, der inzwischen nach Zittau als Pastor primarius versetzt worden war, und wurde in der Stadt Mitglied der Kandidaten-Predigerkollegien und Hauslehrer bei mehreren Familien. In dieser Zeit absolvierte er seinen Magister artium und den Doktor der Philosophie.
1801 erhielt er vom Zittauer Stadtrat das Pfarramt von Seifhennersdorf und hielt dort am 13. Mai seine Antrittspredigt. Die dortige Pfarrgemeinde war allerdings mit seiner Wahl nicht einverstanden; man hatte sich einen anderen Geistlichen gewünscht, der jedoch das Examen in Dresden nicht bestanden hatte. Nach vielen Kränkungen und Anfeindungen durch die Gemeinde entschloss er sich, das Amt am 22. August 1802 aufzugeben und Lehrer zu werden.
Am 30. August 1802 wurde er als Nachfolger des verstorbenen Lehrers Adam Benjamin Opitz (1754–1802) durch den Direktor August Friedrich Wilhelm Rudolph am Gymnasium zu Zittau eingestellt und als achter Lehrer eingeführt. Noch im gleichen Jahr erhielt er am 5. Dezember die Stelle des dritten Lehrers und das Subrektorat, weil der dritte Lehrer in das Amt des emeritierten Konrektors Müller nachrückte.
Am 20. September 1825 wurde er als Nachfolger des verstorbenen Johann Gottfried Kneschke Konrektor und blieb in diesem Amt bis zu seiner Zurruhesetzung am 22. Juni 1840. Seine Lehrfächer waren alte und neue Sprachen, Philosophie und Religion. Seine Nachfolge trat Leopold Immanuel Rückert an.
Ferdinand Heinrich Lachmann war seit dem 25. August 1812 in erster Ehe mit Caroline Sophie Auguste verheiratet, einer Tochter des Leopold Samuel von Ohnesorge, Besitzer des Gutes Bremenhain bei Rothenburg in der Oberlausitz. Gemeinsam hatten sie zwei Söhne:
- Leopold Heinrich Ferdinand Lachmann (* 29. Juni 1815; † 10. Oktober 1845 in Königsbrück), Lehrer an der Zittauer Bürgerschule und später Diakon in Königsbrück;
- Karl Friedrich Ferdinand Lachmann (* 10. März 1817 in Zittau; † 11. April 1881), Konrektor am Gymnasium zu Zittau.

Weil seine Ehefrau bei der Geburt des zweiten Sohnes starb, heiratete er am 10. Februar 1819 in zweiter Ehe Caroline Henriette Weise, Tochter des ehemaligen Regimentsarztes Weise in Pegau, mit der er einen Sohn hatte:
- Karl Hermann Ferdinand Lachmann, Advokat und Gerichtsdirektor in Hainewalde.

Ferdinand Heinrich Lachmann wurde auf dem Friedhof der Kreuzkirche beerdigt.

## Werke
- Ueber Häuslichkeit. Eine Gelegenheitsschrift. Zittau 1799
- Ueber Paradoxie und Originalität Zwey philosophische Versuche. Zittau Leipzig Schöps 1801.
- De educationis et institutionis discrimine a veteribus apte constituto. Zittaviae, 1803.
- De programmatis a doctore scholastico inprimis edendi vi atque natura. Zittaviae, 1803.
- Rede am zweiten Tage des Jubelfestes der Reformation den 1. November 1807 im ersten Hörsale des Zittauischen Gymnasium gehalten. Zittau: Schöps, 1817.
- Etymologica vocum: aretē, virtus, Tugend explicatio. Zittaviae: Franke, 1821.
- Ferdinand Heinrich Lachmann; August Just: Historica virtutis explicata continuata. Zittaviae: Seyffert, 1824.
- Denklehre zum Gebrauche für Gymnasien und Lyceen. Zittau; Leipzig: Schöps, 1825.
- Ferdinand Heinrich Lachmann; Melchior Kaspar Winkler: Historica virtutis explicata continuata. Zittaviae: Seyffert, 1825.
- De virtute discenda et docenda secundum Platonis Menonem. Zittaviae: Seyfert, 1826.
- De scientiae (episēmēs) et opinionis (doxēs) differentia in virtutis studio probe tenenda. Zittaviae: Gymnasium Zittau, 1832.
- De Philosophia proprie et kat exochēn sic dicenda, paucis disseritur. Zittaviae: Gymnasium Zittau, 1836.
- Ankündigung der Keimannschen Gedächtniss-Feier welche mit einer Rede den 25. October begangen werden soll. Zittau: Seyfert, 1838.
- Ankündigung der Seligmannischen Gedächtniss-Rede welche den 12. September gehalten werden soll. Zittau: Seyfert, 1839.
- Der Glaube an die unmittelbare Offenbarung Gottes. Eine Predigt für Alle, welche die Religion hochschätzen und die Vernunft nicht verachten. Zittau 1841.
- Dem Andenken an Ferdinand Heinrich Lachmann von seinen Amtsgenossen. Zittau, 1848.